# 庫切爾斯凱
47°9′10″N 33°24′31″E / 47.15278°N 33.40861°E
庫切爾斯凯（烏克蘭語：Кучерське）是位於烏克蘭南部的村莊，由赫爾松州貝里斯拉夫區的博羅津斯凱市鎮負責管轄。該村始建於1909年，面積0.9平方公里，海拔高度72米，2001年人口603，人口密度每平方公里672.2人。